# Euclystis bendina
Euclystis bendina là một loài bướm đêm trong họ Erebidae.